# Naményi Lajos (történész)
Naményi Lajos, 1887-ig Neumann (Arad, 1868. január 9. – Budapest, 1905. május 30.) színház- és irodalomtörténész.

## Életpályája
Neumann Ármin és Pollák Hermina fia. 1881–1900 között Aradon és Nagyváradon biztosítótársasági és gyári tisztviselő volt. 1900-tól Budapesten élt. 1905. május 30-án a Király fürdőben szíven lőtte magát.
Részt vett a nagyváradi szellemi életben. A folyóiratokban több irodalom- és színháztörténeti témájú cikke jelent meg. Sajtó alá rendezte Karacs Teréz A régi magyar színészetről című írását (Arad, 1887)
Felesége Rothmüller Szidónia volt.

## Művei
- A „Figyelő”-ről (Budapest, 1886)
- Sárosy Album (Arad, 1889)
- A nagyváradi jezsuitadrámák (Egyetemes Philológiai Közlöny, 1897)
- A váradi színészet története (Nagyvárad, 1898)
- A nagyváradi nyomdászat története (Budapest, 1902)